# 창원 천지사 독성탱
창원 천지사 독성탱(昌原 天地寺 獨聖幀)은 대한민국 경상남도 창원시 의창구 팔룡동에 있는 조선시대의 불화이다. 2008년 1월 10일 경상남도의 문화재자료 제428호 의령 천지사 독성탱으로 지정되었다가, 2016년 1월 21일 현재의 명칭으로 변경되었다.

## 현지 안내문
천지사의 독성탱은 민화풍의 산수 배경과 독성의 수도 장면으로 구성되어 있는 조선후기 일반적인 독성도의 형식을 갖고 있으며, 화면전체를 메우는 독성의 안정된 자세, 눈빛 등으로 나타나는 수도자의 정신세계를 잘 표현하고 있다. 또한 화면의 단조로움은 청조의 다양한 자세를 통해 화면에 생명감을 주고 있는 점도 주목된다.
비록 최근에 중수되었다고는 하나 전체적인 화면의 짜임새와 구도가 좋으며, 창의적인 구성은 독성탱의 다양한 면모를 보여주는 것으로서 조선후기 불교회화의 한 경향을 파악하는 자료이다

## 참고 자료
- 창원 천지사 독성탱 - 국가유산청 국가유산포털